# Гриффин, Лепель
Сэр Лепель Генри Гриффин, KCSI (20 июля 1838 — 9 марта 1908) — британский администратор и дипломат в период британского владычества в Индии. Получил определённую известность как писатель.

## Ранние годы
Лепель Генри Гриффин родился в Уотфорде, Англия, 20 июля 1838 года. Его отец, Генри, был священником в англиканской церкви, а матерью была Фрэнсис София. Мать ранее была замужем, поэтому у Гриффина было десять сводных братьев и сестёр, а также две родные сестры.
Гриффин получил образование в школе Харроу, а также в подготовительной школе Малдена в Брайтоне. Он не пошел в университет, но получал частные уроки для сдачи конкурсных экзаменов для поступления на индийскую государственную службу. Он сдал эти экзамены в 1859 и 1860 годах, заняв десятое место среди 32 успешных кандидатов.

## Карьера
Гриффин прибыл в Индию в ноябре 1860 года и получил распределение в Лахор. Манеры Гриффина привлекли внимание в Индии с момента его прибытия туда, и в 1875 году сэр Генри Каннингем высмеял его в романе «Хроники Дастипора», в котором он был изображен как персонаж Desvoeux. Кэтрин Прайор, автор статьи о Гриффине в Оксфордском национальном биографическом словаре, описывает, что «он был франтом, байронической фигурой, красноречивым, аргументирующим и остроумным. Англо-индийское общество было одновременно ослеплено и презирало его за томное пижонство и непочтительный язык».
В 1880 году Гриффин стал главным секретарем Пенджаба. Он был послан дипломатическим представителем в Кабул в конце Второй англо-афганской войны. Затем был агентом генерал-губернатора в Центральной Индии и резидентом в Индоре;а также резидентом в Хайдарабаде.
Гриффин сотрудничал с первым индийским фотографом Лалой Дин Дайалом.
После своего возвращения в Соединенное Королевство Гриффин был председателем Ост-Индской ассоциации. Он также в течение нескольких лет был председателем Императорского банка Персии, а в конце 1902 года получил Большой крест Ордена Льва и Солнца от шаха Персии.
Гриффин был сторонником англо-американского союза и выступил на собрании 15 октября 1898 года в Лутоне по вопросу о предложенном англо-американском союзе,. На встрече присутствовал бывший посол США в Лондоне полковник Джон Хэй.

## Смерть
Гриффин умер в своем доме в Лондоне — по алресу 4 Cadogan Gardens, Sloane Street — 9 марта 1908 года от гриппа. Его тело было кремировано, а прах захоронен в частной часовне, принадлежащей полковнику Дадли Сэмпсону, в Баксхолле, Хейуордс- Хит, в Суссексе. Его жена снова вышла замуж, а младший из двух его сыновей, сэр Ланселот Сесил Лепель Гриффин, стал последним политическим секретарём Британской Индии.

## Список литературы
- The Panjab Chiefs. — Lahore : T. C. McCartney-Chronicle Press, 1865.
  - The Panjab Chiefs. — New revised. — Lahore : Civil and Military Gazette Press, 1890. — Vol. 1.
  - The Panjab Chiefs. — New revised. — Lahore : Civil and Military Gazette Press, 1890. — Vol. 2.
    - Revised as Chiefs and Families of note in the Punjab (1909)
- The Law of Inheritance to Chiefships. — Lahore : Punjab Printing Company, 1869.
- The Rajas of the Punjab (1873)
- Famous monuments of Central India (1886)
- The Great Republic. — Second. — London : Chapman and Hall, 1884.
- Ranjit Singh. — Oxford : Clarendon Press, 1892.[12]